# Squamidium livens
Squamidium livens là một loài Rêu trong họ Meteoriaceae. Loài này được (Schwägr.) Broth. miêu tả khoa học đầu tiên năm 1925.